# Marek Antoni Pawłowicz
Marek Antoni Pawłowicz (ur. 9 listopada 1789 w Łohiszynie, zm. 24 lipca 1830 w Warszawie) – polski geolog, profesor Królewskiego Uniwersytety Warszawskiego.

## Życiorys
Urodził się we wsi Łohiszyn w okolicach Pińska, jego ojciec był żołnierzem kawalerii litewskiej w okresie I Rzeczypospolitej. Pierwsze nauki pobierał w domu oraz szkołach pijarskich w Lubieszowie oraz Dąbrowicy. Ukończył gimnazjum w Wilnie oraz Uniwersytet Wileński, gdzie studiował literaturę polską i łacińską, historię, matematykę, fizykę i historię naturalną. W 1808 otrzymał stopień kandydata filozofii oraz został nauczycielem prywatnym i również uczył w witebskim gimnazjum.
Zgłosił się na egzaminy ogłoszone przez Komisję Rządową Wyznań Religijnych i Oświecenia Publicznego Królestwa Polskiego dla kandydatów na organizujący się Królewski Uniwersytet Warszawski. Po zdanym egzaminie został skierowany na zagraniczne studia specjalistyczne w dziedzinie fizyki a zwłaszcza mineralogii, geologii i hutnictwa. Wyjechał do Wiednia, a następnie do Linzu i Salzburga gdzie zwiedzał kamieniołomy, kopalnie rud metali i saliny. W Monachium zapoznał się z różnymi zakładami naukowymi i gabinetami historii naturalnej. Pod koniec 1817 przybył do Paryża i rozpoczął studia w Écoles des Mines, Faculté des Sciences i Collège de France. We Freibergu saskim uczył się w Akademii Górniczej. Otrzymał członkostwo towarzystw naukowych w Jenie i Lipsku, wśród jego nauczycieli był m.in. F. Mohs.
W 1821 dostał przydział pracy do Liceum Warszawskiego jako nauczyciel botaniki i mineralogii. W tym samym roku został powierzony mu nadzór nad gabinetem mineralogicznym uniwersytetu ze zdaniem uporządkowania zbiorów.
W latach 1824–1825 odbył zagraniczną podróż w celach leczniczych i w jej trakcie prowadził obserwacje geologiczne, zbierał okazy skał, skamieniałości i minerałów jak również, z polecenia St. Staszica interesował się zaawansowaniem prac nad pomnikiem Mikołaja Kopernika, Józefa Poniatowskiego i Wacława Potockiego realizowanymi przez B. Thorvaldsena.
Po powrocie do Warszawy zastępował Adama Kitajewskiego w katedrze chemii na Królewskim Uniwersytecie Warszawskim i prowadził wykłady z chemii ogólnej oraz zajęcia w laboratorium. W 1825 został profesorem w Szkole Przygotowawczej do Instytutu Politechnicznego. Był członkiem Towarzystwa Przyjaciół Nauk w Warszawie. W 1829 otrzymał nominację na profesora mineralogii Królewskiego Uniwersytetu Warszawskiego. Pod koniec 1828 wspólnie ze Stanisławem Janickim i Krystynem Lachem Szyrmą był założycielem i redaktorem czasopisma „Pamiętnik Fizycznych, Matematycznych i Statystycznych Umiejętności z Zastosowaniem do Przemysłu” w których zamieszczał również własne opracowania.
Zmarł na płuca 24 lipca 1830 w Warszawie i pochowany został na cmentarzu Świętokrzyskim.